# Bobby Julich
Robert Julich (Corpus Christi, Texas, 19 de noviembre]] de 1971), conocido como Bobby Julich, es un exciclista estadounidense.
Obtuvo su avance internacional cuando terminó 3.º en la general del Tour de Francia de 1998, pero desde entonces ha corrido principalmente como gregario de lujo. Es un gran contrarrelojista, pues ganó una medalla de bronce en los Juegos Olímpicos de 2004 en la crono y junto con su alta versatilidad ha ganado varias etapas en los circuitos internacionales.

## Biografía

### Inicios
Nacido en Texas, Julich ha residido en Glenwood Springs, Colorado, desde la infancia con un breve tiempo en Philadelfia, donde se casó con su esposa. La mayoría de sus parientes viven en el área de Nueva York. Bobby Julich tiene su inicio en el ciclismo al ganar la carrera de juveniles Red Zinger Mini Classics en 1985. Como aficionado Bobby Julich ganó el Nacional Junior de ciclo-cross en 1990, y como miembro de los EE. UU. Corrió en el equipo Nacional estadounidense que participó en el Tour DuPont en 1991. Terminó 5.º en la general en una carrera que incluyó a ciclistas americanos de la talla de Greg LeMond. Bobby ganó el premio al mejor joven y fue anunciado como el próximo Greg LeMond.

### Ciclismo profesional
Después de unos "falsos" se inicia como profesional incorporándose al equipo Motorola en 1995 junto al ciclista italiano Andrea Perón y colegas estadounidenses como Lance Armstrong y George Hincapie. En la temporada de 1996, a Bobby Julich le fue diagnosticado reentrantes taquicardias supraventriculares, lo que significaba que su corazón se golpeaba mucho más rápido de lo normal. Julich fue tratado con ablación por radiofrecuencia y estaba listo para la Vuelta a España de 1996 a finales de la temporada, una carrera que puso de manifiesto la primera visión de su potencial en el ciclismo profesional internacional. Ahí, Julich, consiguió portar el jersey de la montaña durante diez etapas. A pesar de un fuerte rendimiento cedió el jersey pero terminó 9.º en general.
Cuando Motorola terminó su patrocinio al final de la temporada de 1996, se incorporó al equipo francés Cofidis con compañeros del equipo de Motorola, incluyendo Lance Armstrong. Sin embargo, Armstrong tuvo cáncer lo que significaba que él no estaba en condiciones de competir con el equipo, mientras que Julich pasó a participar en el Tour de Francia 1997. El asediado Tour de Francia de 1998 fue un gran avance para Julich. Tras el escándalo de dopaje del Tour 1998, solo 96 de 189 ciclistas terminaron la carrera, y Bobby Julich finalizó tercero en el podio con el ganador Marco Pantani y el subcampeón Jan Ullrich. Julich fue aclamado como el próximo estadounidense ganador del Tour de Francia y él fue proclamado una vez más a seguir los pasos de Greg LeMond. En 1999 el Tour de Francia vio en Julich a uno de los favoritos para ganar la general, pero un accidente durante una contrarreloj individual le obligó a abandonar la carrera, que a su vez fue ganada por el recuperado Lance Armstrong.
Para la temporada 2000, Julich se trasladó a otro equipo francés, el Crédit Agricole, en el que se une con su compatriota Jonathan Vaughters. Formó parte del equipo Crédit Agricole, que ganó la crono de la etapa por equipos del Tour de Francia del 2001. Después pasó ál Telekom alemán en 2002, Julich corrió como un gregario de su capitán de equipo Jan Ullrich. Julich solo gozó de pobres resultados, y al final de la temporada de 2003 salió del equipo.
Bobby Julich fichó por el equipo danés CSC en la temporada de 2004, cuando se unió con su excompañero en el Motorola Andrea Perón. Él corrió una vez más como gregario en el Tour de Francia, pero con el libre ejercicio de sus propias posibilidades durante el resto de la temporada. Julich inmediatamente mejoró el rendimiento, ganó en abril del 2004 la Vuelta al País Vasco, su primera victoria desde la temporada 1998. En el equipo CSC corrió con Jens Voigt, con el que coincidió en su momento en el Crédit Agricole, y también ganó los crono a dos de LuK Challenge. Bobby Julich ganó una medalla de bronce en los Juegos Olímpicos 2004 en la crono individual detrás de Tyler Hamilton y el ruso Viatcheslav Ekimov. 

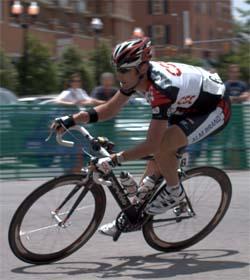
Bobby Julich.

El renacimiento de Julich continuó en 2005 con su mejor temporada profesional, convirtiéndose en el primer americano que ganó la París-Niza. También ganó el Critérium Internacional y el Tour del Benelux, lo que hizo que quedase el 8.º clasificado en el UCI ProTour, ayudando al Team CSC a convertirse en el equipo mejor clasificado de 2005.
Para la temporada 2006, Julich tenía que ayudar al capitán del equipo CSC Ivan Basso para ganar el Giro de Italia en mayo de 2006 y el Tour de Francia en julio. Aunque no comenzó su temporada tan fuerte en comparación con 2005, logró terminar 3.º en el Tour de California en febrero y ganó el prólogo de la París-Niza en marzo; resultados que incluso le sorprendieron positivamente a él mismo. En su primer Giro de Italia, tuvo ocasión de conquistar la maglia rosa de líder de forma temprana en la carrera para disminuir la presión sobre Basso. Sin embargo, Julich sufrió graves pérdidas por culpa de su alergia al polen en toda la carrera, y no desempeñó un papel importante, por lo que se centró en ayudar a Ivan Basso, que más tarde ganó la prueba. En el Tour de Francia del mismo año, Julich abandonado la carrera después de haber sufrido un accidente en la etapa contrarreloj del 7 de julio. Entró en una curva demasiado rápido, cayó sobre unos pequeños guijarros y esto le supuso una fractura de muñeca y la retirada de la carrera.
En 2008 Bobby Julich da por terminada su carrera como ciclista profesional.

### Tras la retirada
Tras su retirada entró a formar parte de la estructura organizativa del CSC/Saxo Bank para la temporada 2009, siendo el encargado del desarrollo de los ciclistas de la escuadra. Como especialista en la contrarreloj, su principal tarea sería asesorar a los ciclistas sobre cómo mejorar su rendimiento contra el crono. En 2010 debutó como director deportivo en carrera. Sin embargo, su relación con la formación terminó a finales de año después de que Bjarne Riis le comunicara a través de una llamada telefónica que no renovaría su contrato.
En 2011 se incorporó al Sky como entrenador, estando entre sus principales tareas la formación de los ciclistas más jóvenes y la preparación de las contrarrelojes.
El 24 de julio de 2013 su nombre apareció en el informe publicado por el senado francés como uno de los treinta ciclistas que habrían dado positivo en el Tour de Francia 1998 con carácter retrospectivo, ya que analizaron las muestras de orina de aquel año con los métodos antidopaje actuales. Se disculpó por haberse dopado y el Sky lo expulsó del equipo por su relación pasada con el mundo del dopaje.

## Palmarés
1997
- 2 etapas de la Ruta del Sur
- Tour de l'Ain, más 1 etapa

1998
- Critérium Internacional
- 3.º en el Tour de Francia

2004
- 1 etapa de la Vuelta al País Vasco
- 2.º en los Juegos Olímpicos Contrarreloj
- Luk Challenge (con Jens Voigt)

2005
- París-Niza
- Critérium Internacional, más 1 etapa
- Tour del Benelux, más 1 etapa
- Luk Challenge (con Jens Voigt)

2006
- 1 etapa de la París-Niza

## Resultados en Grandes Vueltas y Campeonatos del Mundo
| Carrera              | Carrera              | 1992 | 1993 | 1994 | 1995 | 1996 | 1997 | 1998 | 1999 | 2000 | 2001 | 2002 | 2003 | 2004 | 2005 | 2006 | 2007 | 2008 |
| -------------------- | -------------------- | ---- | ---- | ---- | ---- | ---- | ---- | ---- | ---- | ---- | ---- | ---- | ---- | ---- | ---- | ---- | ---- | ---- |
|                      | Giro de Italia       | —    | —    | —    | —    | —    | —    | —    | —    | —    | —    | —    | —    | —    | —    | 92.º | —    | —    |
|                      | Tour de Francia      | —    | —    | —    | —    | —    | 17.º | 3.º  | Ab.  | 48.º | 18.º | 37.º | —    | 40.º | 17.º | Ab.  | —    | —    |
|                      | Vuelta a España      | —    | —    | —    | —    | 9.º  | —    | —    | Ab.  | —    | —    | —    | 95.º | —    | —    | —    | —    | —    |
| Mundial en Ruta      | Mundial en Ruta      | —    | —    | —    | Ab.  | 11.º | —    | —    | —    | —    | —    | —    | Ab.  | —    | —    | —    | Ab.  | —    |
| Mundial Contrarreloj | Mundial Contrarreloj | —    | —    | —    | —    | —    | —    | —    | —    | —    | —    | —    | 13.º | —    | 11.º | —    | —    | —    |

-: no participa

Ab.: abandono

## Equipos
- Spago (1992)
- Rossin Pacos (1993)
- Chevrolet (1994)
- Motorola (1995-1996)
- Cofidis (1997-1999)
- Crédit Agricole (2000-2001)
- Team Telekom (2002-2003)
- Team CSC (2004-2008)